# Josef Glaser
Josef „Sepp“ Glaser (* 11. Mai 1887 in St. Blasien; † 12. August 1969 in Freiburg im Breisgau) war ein deutscher Fußballspieler, der es in den Jahren 1909 bis 1912 auf fünf Einsätze in der deutschen Fußballnationalmannschaft brachte.

## Karriere

### Vereine
Josef Glaser wuchs in St. Blasien im südlichen Schwarzwald auf. Mit sechs Jahren verlor er seinen Vater. Als junger Bursche sollte Josef Glaser Theologe werden, jedoch stand dem seine Fußballbegeisterung im Weg. Aus dem Gottesdienst heraus lief der Junge sofort auf den Fußballplatz. Dort beobachteten ihn, als Unterprimaner im Sonntagsanzug beim Fußballspiel, Mitglieder des berühmten Freiburger Fußballclubs. So kam es, dass der junge Organist der Kirche von Waltershofen ein ganzes Jahr lang jeden Sonntag, kaum dass der letzte Akkord der Orgel verklungen war, sich zu Fuß nach dem 14 km entfernten Freiburg aufmachte, um dort Fußball zu spielen. Der junge Fußballer half noch als Ligaspieler des Freiburger FC auf Besuch in Singen und Stockach den dortigen Mannschaften aus. Kein Mensch stieß sich damals daran, dass Josef Glaser gleichzeitig bei drei verschiedenen Klubs mitwirkte.

Josef Glaser (3. v. l.)
mit der Meistermannschaft von 1907.

In Freiburg kam Josef Glaser erstmals mit dem organisierten Fußball in Berührung. Mit 20 Jahren stand er bereits im deutschen Endspiel. In der Spielzeit 1906/07 setzte sich der FFC zuerst im Südkreis gegen den Karlsruher FV und die Stuttgarter Kickers durch. Danach gewann er in der süddeutschen Endrunde gegen den FC Hanau 93 und den 1. FC Nürnberg die Meisterschaft im Süden. In der Endrunde um die deutsche Fußballmeisterschaft 1907 setzten sich die Breisgauer in Nürnberg mit einem 3:2-Sieg gegen den Titelverteidiger VfB Leipzig durch und standen damit im Endspiel am 19. Mai 1907 in Mannheim gegen Viktoria 89 Berlin. Der 20-jährige Josef Glaser, der zu diesem Zeitpunkt seiner Karriere noch als Mittelstürmer spielte, verwandelte in der 30. Spielminute einen Elfmeter zur 1:0-Führung seiner Mannschaft. Viel später bekannte er, das Leder gar nicht richtig getroffen und im Übrigen „die Augen geschlossen und einfach abgezogen“ zu haben. Mit 3:1 Toren gewann der Freiburger FC das Finale gegen die hochfavorisierten Berliner. Ende 1907 wechselte der feinschlanke, jedoch auch durchsetzungsstarke Josef Glaser auf die offensive Mittelläuferposition. Er überzeugte in dieser Rolle durch eine elegant-technische Spielweise in Verbindung mit strategischen Fähigkeiten.
Als Titelverteidiger scheiterten die Freiburger 1908 nach einem kontroversen Wiederholungsspiel am neuen Süddeutschen Meister Stuttgarter Kickers. An den Erfolg des Meisterjahres 1907 konnte Freiburg in den nächsten Jahren nicht mehr anknüpfen. Nach dem Ersten Weltkrieg konnte Josef Glaser in der Runde 1919/20 im Kreis Südwest nochmals die Meisterschaft mit seinen Freiburgern feiern. 1920/21 folgte noch die Vizemeisterschaft im Kreis Südwest. Danach beendete Josef Glaser mit 34 Jahren seine aktive Laufbahn.

### Nationalmannschaft
Im vierten Länderspiel der DFB-Geschichte debütierte der 21-jährige Freiburger Josef Glaser am 13. März 1909 in Oxford gegen die Amateurauswahl von England in der deutschen Fußballnationalmannschaft. Er spielte Mittelläufer und war zum Spielführer bestimmt worden. Damit ist er der jüngste Spieler, der diese Funktion übernahm. Paul Hunder und Camillo Ugi waren seine Mitstreiter im Mittelfeld. In dem Buch von Gerd Krämer, Im Dress der elf Besten, zitiert ihn der Autor mit folgenden Aussagen: „Wir trafen uns in Vlissingen, genau zehn Mann. Als elften hatte der DFB um eine Reise zu sparen, den Düsseldorfer Baumgärtner aufgestellt. Der lebte damals in England und erwartete uns drüben. Wir zehn Auserwählten dieser zusammen gewürfelten Mannschaft standen uns also in Vlissingen gegenüber, etwas verlegen wie in der ersten Tanzstunde. Wir wussten zunächst nicht so recht, was wir miteinander anfangen sollten. Ja, vieles war damals anders als heute (1961). Aber Abwerbung erstklassiger Spieler hat es auch damals schon gegeben. Ich erinnere mich, wie z. B. Adolf Jäger auf dieser Reise durch ein Mitglied seines Klubs Altona 93 betreut und wohl auch gegen Abwerbung beschattet wurde. Unter den wenigen Begleitern war auch „Papa“ Gottfried Hinze aus Duisburg, der Präsident des Deutschen Fußball-Bundes. Wie ein König teilte er Tag für Tag ein Goldstück, etwa 10 Mark, an jeden Spieler aus. Es war dies eine ganz besondere und für die damalige Zeit außergewöhnliche Geste.“ Zum Spiel selbst äußerte sich Glaser mit folgenden Worten: „Die Engländer spielten uns glatt an die Wand und wir sahen mit staunenden Augen zu. Ihre Kombinationen wirkten wie selbstverständlich, jeder einzelne war uns an Schnelligkeit und Ballbehandlung haushoch überlegen. Gott sei Dank glänzte unser Torwart in Hochform, „Adsch“ Werner, der Hamburger und spätere Schornsteinfeger von Holstein Kiel. Ohne ihn wäre es noch viel schlimmer gekommen. Im Triumph trugen die Engländer unseren Torwart auf den Schultern vom Platz.“ Rückblickend stellte er analytisch fest: „Wir haben gerade durch unsere Niederlage in England viel gelernt. Man erkannte, dass elf Einzelkönner noch lange keine Mannschaft ausmachen, und man begann zu überlegen, welche Spieler in der Nationalmannschaft am besten zusammenpassten. Mehr und mehr suchte man das geschlossene Mannschaftsspiel.“
Zweieinhalb Wochen später, am 4. April 1909 in Karlsruhe, bestritt Josef Glaser sein zweites Länderspiel. Der DFB führte einen Doppel-Spieltag durch. Eine Südauswahl trat in Karlsruhe gegen die Schweiz an. Es war eine Auswahl mit Spielern aus Berlin, Braunschweig, Kiel und Leipzig, die in Budapest gegen Ungarn 3:3 spielte. In Baden feierte das DFB-Team den ersten Sieg in der Länderspielgeschichte mit einem 1:0-Erfolg. Eugen Kipp von den Sportfreunden Stuttgart zeichnete sich als Torschütze aus. „Sepp“ Glaser, der Mann vom Freiburger FC, hatte die Position des Mittelläufers inne und führte wiederum die Mannschaft als Spielführer an. Die Süd-Spieler harmonierten gut. Die häufigen Rundenspiele gegeneinander machten sich bezahlt. Glaser erwischte einen Glanztag. Dies belegt die Aussage des deutschen Auswahlleiters Max Dettinger nach dem ersten Länderspielsieg: „Wenn es einen Doktortitel des Fußballspiels gäbe, dann hätte ihn sich Glaser heute hinzu erworben.“ Glaser selber wollte keineswegs im Mittelpunkt stehen. Für ihn war Fußball ein Mannschaftsspiel. Der Einzelne galt nichts, das Team alles. Die Karlsruher hatten sich an diesem Tag etwas Besonderes einfallen lassen. Jeder Schweizer Spieler erhielt einen fußballkundigen Begleiter zugeteilt, einen Attaché des Fußballs, der ihn speziell über Stärken und Schwächen seines deutschen Vis-á-Vis aufklären sollte. Dazu kam noch, dass die Mannschaft im Sportdress in Pferdedroschken als „Reklame“ durch die Stadt gefahren wurde. 7.000 Zuschauer waren nach Karlsruhe gekommen. Unter ihnen war auch der Protektor des KFV, der aufgeschlossene Prinz Max von Baden. Beim abschließenden Festbankett wurde ein Sängerwettstreit inszeniert.
Josef Glasers drittes Länderspiel, das am 16. Mai 1910 in Duisburg gegen Belgien gespielt wurde, stand organisatorisch unter keinem guten Stern. Am Tag zuvor fand das Finale der deutschen Meisterschaft zwischen dem Karlsruher FV und Holstein Kiel in Köln statt. Auf KFV- als auch auf Kieler Spieler musste somit verzichtet werden. Wenige Minuten vor Spielbeginn mussten vier Spieler und ein Ersatzmann aus dem Publikum ausgesucht werden, da nur sieben Spieler bereits zur Stelle waren. So kamen der spätere Präsident des DFB und internationale Schiedsrichter Peco Bauwens sowie die Duisburger Berghausen, Breynk, Budzinsky und Schilling zu unerwarteten Länderspielen. So ausgestattet konnte auch Spielführer Josef Glaser an der 0:3-Niederlage nichts ändern.

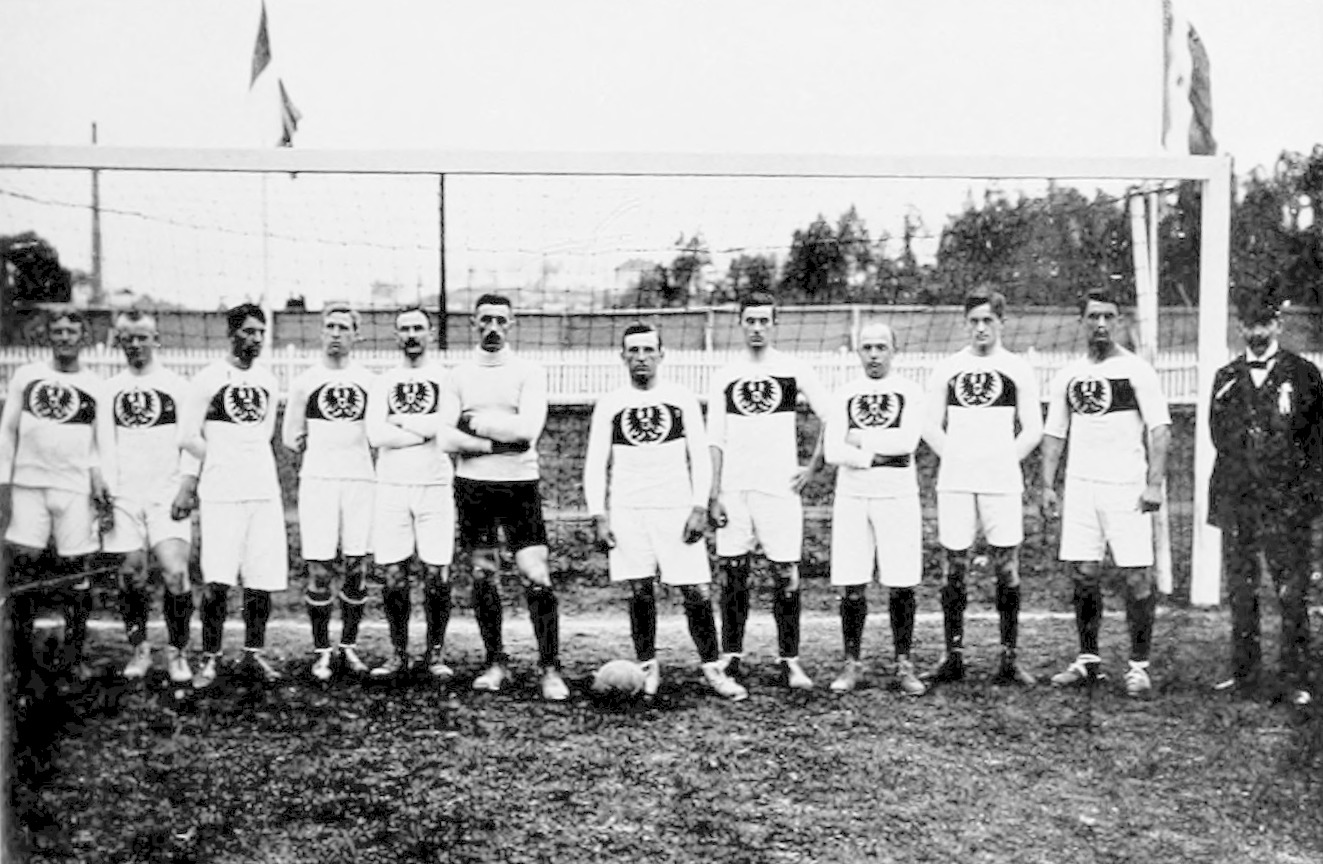
Josef Glaser (2. v.r.) mit der Deutschen Fußballnationalmannschaft am 1. Juli 1912

Danach hatte Josef Glaser eine zweijährige Länderspielpause. Tatenlos war er in dieser Zeit aber nicht. Im Jahre 1910 promovierte er als Philologe. 1912 erhielt er die Professur. Im letzten Länderspiel vor der Olympiade in Stockholm kehrte er beim Spiel am 5. Mai 1912 in St. Gallen gegen die Schweiz wieder in das deutsche Team zurück. Er nahm wieder seine gewohnte Rolle des Mittelläufers ein und übte das Amt des Spielführers aus. Im Lauf standen ihm Ugi und Burger tatkräftig zur Seite. Das Spiel wurde mit 2:1 Toren gewonnen. Konkurrenten auf der Mittelläuferposition waren in dieser Zeitspanne Max Breunig, Arthur Hiller II., Willi Knesebeck und Camillo Ugi. Beim Olympiaturnier in Stockholm absolvierte er bei dem 16:0-Rekordsieg am 1. Juli 1912 gegen Russland seinen fünften und letzten Einsatz in der Nationalmannschaft.

## Auszeichnungen/Ehrungen

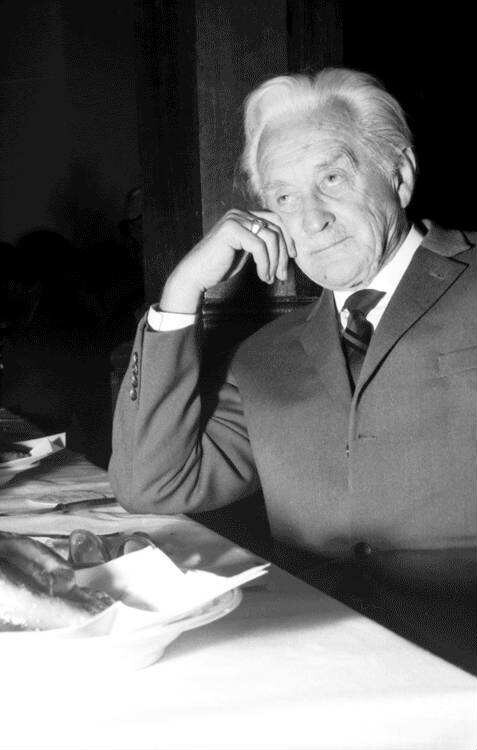
Josef Glaser (1967)

- Josef Glaser wurde vom DFB und dem Süddeutschen Fußball-Verband zum Ehrenmitglied ernannt.
- Josef Glaser wurde vom Südbadischen Fußballverband 1964 zum Ehrenvorsitzenden (Ehrenpräsident) ernannt.
- Die Stadt Freiburg i. Br. benannte eine 1997 fertiggestellte Turn- und Sporthalle im Freiburger Ortsteil Rieselfeld in „Sepp-Glaser-Halle“.

## Sonstiges
- Josef Glaser war von 1927 bis 1936 Vorsitzender des DFB-Spielausschusses und in dieser Funktion auch als Chef d’Equipe der deutschen Nationalmannschaft bei der Fußball-Weltmeisterschaft 1934 in Italien tätig.
- Zum 1. Mai 1937 trat er der NSDAP bei (Mitgliedsnummer 4.025.814).[1][2]
- Nach dem Zweiten Weltkrieg war Josef Glaser von 1949 bis 1964 Vorsitzender des Südbadischen Fußballverbandes und des Südbadischen Sportbundes.
- Nach dem Zweiten Weltkrieg wirkte Josef Glaser als Gymnasiallehrer in Freiburg.
- Josef Glaser erwarb auch den Doktor-Titel und unterrichtete neben Sport noch Chemie.
- Mit Ivo Schricker, dem ehemaligen FIFA-Generalsekretär, der sich im Dreieck Freiburg-Karlsruhe-Straßburg bewegte, verband Josef Glaser eine jahrzehntelange Freundschaft.